# جورج بي بويل
جورج بي بويل (بالإنجليزية: George P. Buell)‏ هو ضابط أمريكي، ولد في 4 أكتوبر 1833 في لورنسبورغ في الولايات المتحدة، وتوفي في 31 مايو 1883 في ناشفيل في الولايات المتحدة.